# Tarpon- en aalachtigen
Tarpon- en aalachtigen (Elopomorpha) vormen een superorde van straalvinnige vissen. Een gemeenschappelijk kenmerk is het leptocephalus-stadium van de larven.

## Taxonomie
De orde Notacanthiformes wordt soms ingedeeld als onderorde van de Albuliformes

Binnen deze superorde vallen de volgende ordes:
- Albuliformes (Gratenvisachtigen)
- Anguilliformes (Palingachtigen)
- Elopiformes (Tarponachtigen)
- Notacanthiformes (Stekelaalachtigen)[8]
- Saccopharyngiformes (Alen)